# 주봉서원
주봉서원은 대한민국 전라남도 강진군 옴천면에 있다. 2004년 11월 1일 강진군의 향토문화유산 제5호로 지정되었다.

## 개요
계음 조팽년의 학덕과 나라의 크고 작은 변란이 있을 때마다 임금을 보위하고 나라를 구하는데 헌신한 공을 기리기 위해 1624년(인조2) 창건되었다. 1868년(고종5) 서원 철폐령으로 훼철되었으나 1965년에 복설되었다. 계음 조팽연, 덕림 조규운 등 향유 향사하고 있다.